# Nothing in Common – Sie haben nichts gemeinsam
Nothing in Common – Sie haben nichts gemeinsam (Originaltitel: Nothing in Common) ist eine US-amerikanische Filmkomödie aus dem Jahr 1986. Die Regie führte Garry Marshall, das Drehbuch schrieben Rick Podell und Michael Preminger. Die Hauptrollen spielten Tom Hanks und Jackie Gleason.

## Handlung
David Basner arbeitet in Chicago für eine Werbeagentur. Er gilt als beruflich erfolgreich und strebt die Partnerschaft an.
Max Basner, der Vater von David, wird von seiner Frau verlassen. Später verliert Max seinen Job. Obwohl das Verhältnis zwischen dem Vater und dem Sohn schwierig ist, bittet Max seinen Sohn um Unterstützung.
Die Agentur bemüht sich um den Auftrag der Fluggesellschaft Colonial Airlines. Charlie Gargas, Davids Chef, verspricht, dass David einer der Partner des Unternehmens wird, wenn die Firma den Auftrag bekommt. David entwirft einen Werbefilm und beaufsichtigt die Dreharbeiten; dabei arbeitet er mit der Tochter des Chefs der Fluglinie Cheryl Ann Wayne zusammen. Die Beziehung entwickelt sich nicht, sie wird nach einem klärenden Gespräch beendet. Der Chef der Gesellschaft Andrew Woolridge ist verärgert, dass David es ablehnt, im Zusammenhang mit der Kampagne nach New York zu kommen. Woolridge will, dass David aus dem Projekt ausgeschlossen wird.
Es stellt sich heraus, dass Max Basner zuckerkrank ist. Mehrere seiner Zehen müssen amputiert werden. David bittet Gargas, ihn von einigen der beruflichen Verpflichtungen zu befreien. Er verbringt mehr Zeit mit seinem Vater, der sagt, er würde nicht erwarten, dass gerade David sich um ihn kümmern würde.

## Kritiken
Roger Ebert bezeichnete in der Chicago Sun-Times den von Tom Hanks gespielten Charakter als „energiebeladen“, „real“, „witzig“ und „gescheit“. Diese Eigenschaften jedoch – wie die erste Filmhälfte – würden „in einen anderen Film gehören“. Ebert lobte die Darstellung von Jackie Gleason sowie die von ihm gespielte Rolle.
Das Lexikon des internationalen Films meinte: „Der glatt inszenierte und fotografierte Vater-Sohn-Konflikt gewinnt durch gute Darsteller und verbindet Unterhaltung mit nachdenklichen Momenten über Karrierismus und familiäre Bindungen.“

## Hintergründe
- Die Dreharbeiten fanden in Chicago und in Hollywood statt. Das Einspielergebnis in den Kinos der USA betrug 32,3 Millionen US-Dollar.
- Nothing in Common war der letzte Film von Jackie Gleason. Er starb 1987 an Krebs.
- Das Titellied Loving Strangers wurde von Christopher Cross, John Bettis und Patrick Leonard komponiert. Christopher Cross war ebenfalls der Interpret des Liedes.